# Power, Corruption & Lies
Power, Corruption & Lies är den brittiska musikgruppen New Orders andra studioalbum, utgivet 2 maj 1983 på skivbolaget Factory Records. Albumet släpptes två månader efter singeln Blue Monday. Bandet och skivbolaget hade förhoppningar att framgångsvågen skulle vara och att albumet skulle sälja bra.[källa behövs]
Bandet producerade albumet till stor del på egen hand. Enligt Bernard Sumner hade de upp mot 30 procent av låtarna klara innan de gick in i studion. Det enda som behövdes göras under albumsessionen var att ordna texterna till låtarna.[källa behövs]
Omslaget till skivan gjordes av Peter Saville efter en målning av Henri Fantin-Latour.

## Mottagande
Tidningen Rolling Stone utsåg albumet till det 94:e bästa under 1980-talet medan Slant Magazine rankade det som nummer 23 bland decenniets bästa.
Rolling Stone placerade 2020 skivan på plats nummer 262 av de 500 bästa albumen genom alla tider.
Pitchfork placerade Power, Corruption & Lies på 28:e plats på en lista över 1980-talets bästa skivor.

## Låtlista
Samtliga låtar skrivna av New Order.
Sida ett
1. "Age of Consent" - 5:15
2. "We All Stand" - 5:14
3. "The Village" - 4:36
4. "5 8 6" - 7:30

Sida två
1. "Your Silent Face" - 5:59
2. "Ultraviolence" - 4:51
3. "Ecstasy" - 4:25
4. "Leave Me Alone" - 4:40

### Amerikansk CD-version
Samtliga låtar skrivna av New Order.
1. "Age of Consent" - 5:15
2. "We All Stand" - 5:14
3. "The Village" - 4:36
4. "5 8 6" - 7:30
5. "Blue Monday" - 7:29
6. "Your Silent Face" - 5:59
7. "Ultraviolence" - 4:51
8. "Ecstasy" - 4:25
9. "Leave Me Alone" - 4:40
10. "The Beach" - 7:17